# Conservateurs (Iran)
Les principalistes (en persan اصول‌گرایان, Osul-Garāyān, littéralement « adeptes de principes ou fondamentalistes »), ou principlistes, également connus sous le nom de conservateurs iraniens, sont l'un des deux principaux camps politiques en Iran, avec les réformistes. 
Le terme « principaliste » fait référence aux partisans conservateurs proches du guide de la révolution iranienne, qui militent pour la protection des « principes » idéologiques des débuts de la révolution islamique. Les principalistes sont proches des institutions cléricales de Qom.
En 2024, les principalistes sont majoritaires au sein du Parlement comme de l'Assemblée des experts, mais aussi d'institutions non élues comme le Conseil des gardiens et le système judiciaire.

## Positions religieuses et politiques

### Positions religieuses
Durant les années suivant la Révolution islamique, en opposition à un courant intellectuels libéral qui préconise le changement des structures religieuses existantes (y compris l'appareil clérical, le taqlid), et l'adaptation des règles religieuses à de nouvelles valeurs (telles que la démocratie et les droits de l'homme) se développe le courant principaliste, qui veut maintenir le statu quo et s'opposer aux changements dans les structures et croyances de la révolution. 
Les intellectuels réformistes accusent les fondamentalistes « d'interprétations violentes, réactionnaires et déviantes de la religion ». En retour, les principalistes décrivent également les réformistes comme « occidentalisés » et « négligents face aux valeurs religieuses »[réf. nécessaire].

### Positions politiques
Une déclaration commune publiée en 2010 par deux des principaux partis politiques (l'association du clergé militant et la société des enseignants du séminaire de Qom (en)) fournit une synthèse des éléments fondamentaux du principalisme : la loyauté envers l'islam et la révolution iranienne, l'obéissance au guide suprême de l'Iran et la dévotion au principe de Velayat Faqih.

### Politique étrangère
Les principalistes rejettent généralement le statu quo au niveau international et considèrent que l'Iran doit être à la tête d'un mouvement promouvant la révolution islamique. Ils considèrent les États-Unis comme une menace pour le régime, et un obstacle pour l'influence de l'Iran dans la région. Les partis relevant de ce camp promeuvent généralement le développement de capacités autochtones sur les technologies clés (nucléaire, militaire, aérospatiale, pharmaceutique...) et considèrent qu'une ouverture à l'international représenterait un risque pour le régime.

## Médias liés aux principalistes
- Kayhan (quotidien)
- Resalat (en) (quotidien)
- Vatan-e-Emrooz (en) (quotidien)
- Abrar (en) (quotidien)
- Ghods (fa) (quotidien)
- Javan (fa) (quotidien)
- Sobh-e-No (en) (quotidien)
- Le soir d'Iran (quotidien)
- Siasat-e rooz (fa) (quotidien)
- Yalasarat (en) (hebdomadaire)
- Rajanews (en) (site Internet)